# Орлеанс
Орлеанс (порт. Orleans) — муниципалитет в Бразилии, входит в штат Санта-Катарина. Составная часть мезорегиона Юг штата Санта-Катарина. Находится в составе крупной городской агломерации Агломерация Тубаран. Входит в экономико-статистический микрорегион Тубаран. Население составляет 22 912 на 2024 год. Занимает площадь 549,83 км². Плотность населения — 41,7 чел./км².

## История
Город основан 30 августа 1913 года.

## Статистика
- Валовой внутренний продукт на 2003 составляет 231.269.807,00 реалов (данные: Бразильский институт географии и статистики).
- Валовой внутренний продукт на душу населения на 2003 составляет 11.547,90 реалов (данные: Бразильский институт географии и статистики).
- Индекс развития человеческого потенциала на 2000 составляет 0,814 (данные: Программа развития ООН).

## География
Климат местности: умеренный.